# CD Land Group
CD Land Records е звукозаписна компания. Централният офис се намира в Москва, но има седалища в Новосибирск, Перм и Екатеринбург, Русия. Той е както дистрибутор и на DVD за транснационални компании под името CD Land Video, включително и CD Land Video Bulgaria, така се явява и собственик на магазини за звукозаписи, които носят същото име.

## История
Тази компания започва своята дейност през 1997 г. и продава своите продукти в Русия и другите бивши съветски републики. От първите години на Руската федерация проблемът с пиратството се увеличава в Русия. Тази руска компания представлява 35% от легалния пазар.
Сред много други изпълнители, работещи под този звукозаписен лейбъл, са: Дискотека Авария, Звери, Верка Сердючка, Жанна Фриске, Дима Билан и други.